# 모란 (가수)
모란(?년 12월 14일 ~ )은 대한민국의 가수다. 2016년 싱글 [I'm Not OK]로 데뷔했다.

## 방송
- 우리가 사랑한 그 노래 새가수 (2021) - Top12(8위)

## 음반
- I'm Not OK (2016)
- 우리 (2019)
- 萬萬不可 (2020)
- 나에게 (To Myself) (2021)
- 우리가 사랑한 그 노래, 새가수 Episode 2 (2021)
- 우리가 사랑한 그 노래, 새가수 Episode 6 (2021)
- 우리가 사랑한 그 노래, 새가수 Episode 9 (2021)
- 우리가 사랑한 그 노래, 새가수 MR (2021)
- 언젠가, 다시 (2023)
- 바라만 본다 (2024)
- 점 하나:Pulse (2024)
- 여명 (黎明) (2025)

## 공연
- 2023 모란 콘서트 : Gift (2023)

## 피처링
- 빈채 <사람은 결국 자기 생각만 해 (Dawn)> (2022)